# Koordinasjonskomitéen
Koordinasjonskomitéen (KK) var en av motståndsgrupperna mot den tyska ockupationen av Norge under andra världskriget.
KK organiserade det civila motståndet mot nazisterna.
KK tillsatte våren 1943 ett juridiskt utskott som författade den landsförräderilag, enligt vilken Vidkun Quisling och andra norska samarbetsmän dömdes efter krigsslutet.
Samma år började man radiosändningar under namnet Hjemmefrontens Ledelse - vilket 1944 blev samlingsnamnet på större delen av den norska motståndsrörelsen (kommunisterna undantagna).